# 律宗

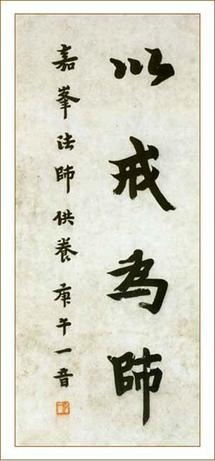
弘一法师墨迹“以戒为师”

律宗，是漢傳佛教宗派之一，因着重研习毗奈耶及传持佛教戒律、严肃佛教戒规而得名，为唐朝高僧道宣所创，因其理论依据《四分律》，也称四分律宗。也因道宣最后在终南山修行，律宗也称南山律宗或南山宗。
佛教三无漏学中，分“戒、定、慧”三个部分；戒律为三学之首，为佛教徒一切修持的基础。

## 起源

### 佛陀时期
释迦牟尼佛在世时，为约束僧众，制订了各种戒律。其原则為「随犯随制」，因此律藏中的每一条戒律，都有其因缘及时空背景，其内容也因应对象而有分別。佛陀制戒的佛陀在结戒之初，曾宣说制戒的十大利益：其中包括摄取于僧；令僧欢喜；令僧安乐；令未信者信；已信者令增长；难调者令调顺；惭愧者得安乐；断现在有漏；断未来有漏；正法得久住。此十大利益，正是佛陀制定戒律的真正目的。
|                                              | 爾時薄伽梵告尊者阿難說：「阿難，汝等中若有人作如是思維：『導師的教言已畢，我們無復有導師。』實非如此，不應作如是觀。阿難，我為汝等所建立的法與戒，於我去世後應為汝等的導師。」 |
| ——《巴利文大藏经·长部·大般涅槃经》（第六章） | |
|                                                  | 爾時如來告阿難言，汝勿見我入般涅槃便謂正法於此永絕。何以故？我昔為諸比丘，制戒波羅提木叉，及餘所說種種妙法，此即便是汝等大師，如我在世，無有異也。 |
| ——《大正新修大藏经·阿含部·大般涅槃經》（法显译） | |
此后佛陀入灭后，佛教第一次结集时，由持律第一优婆离诵出律藏。

### 部派佛教时期
之后，印度东部的跋耆族比丘首先提出十条新戒律，受到东部僧团的普遍遵行，造成西方长老比丘的非议，乃举行佛教第二次结集，斥为「十事非法」，导致上座部和大众部的根本分裂；其后教团陆续分出部派，所传戒律不尽相同。
在部派佛教时期，各派的律藏主要有五部：
- 法藏部，因将一部律藏分为四部分，又称《四分律》。
- 化地部，因将一部律藏分为五个部分，又称《五分律》。
- 饮光部，廣律未译汉文，單出戒本《解脫戒經》。
- 说一切有部，因将一部律藏分十次诵出，又名《十诵律》。
- 大众部，所翻译的经文为《摩訶僧祇律》。

此外，犊子部律藏未传。

## 发展

### 传入
三国曹魏嘉平年间，中印度昙柯迦罗誦諸部毘尼，至洛阳時眾僧未稟歸戒，迦羅以廣律繁重，佛教未昌必不承用，乃譯出《僧祇戒心》，更請梵僧立羯磨法受戒，此為中土戒律之始。又有安息國沙門曇帝，亦善律學，以魏正元中，來遊洛陽，出法藏部的《曇無德羯磨》。前秦建元八年（372）時，道安請西域沙門曇摩侍（或作曇摩持）出說一切有部《十誦比丘戒本》，竺佛念、慧常等譯出。後僧純於西域拘夷國得《比丘尼大戒》，於建元十五年（379）到關中令竺佛念、慧常等譯出。
姚秦弘始六年，弗若多羅、曇摩流支出有部广律《十诵律》後，諸部廣律相继传入，从此中国僧众依用受戒。北魏法聪讲法藏部的《四分律》，其弟子道覆隨聽隨記纂《四分律疏》，及至慧光造《四分律疏》，删定羯磨，始奠定该宗基础。後经道云、道洪、智首，传至道宣。 《四分律》逐渐流传更广，渐次取代各部，成为主流。

### 道宣与四分律
道宣著《四分律比丘含注戒本》、《四分律删补随机羯磨》、《四分律删繁补阙行事钞》、《四分律拾毗尼义钞》、《四分比丘尼钞》，为“南山五大部”，为后世研究律宗的重要典籍。其中，《四分律删繁补阙行事钞》为千年来中国律学行事的指南，此中，「戒」分成四科，即戒法、戒体、戒行、戒相。其中以戒体最为重要，为戒律的根本，「戒体论」乃成为律宗的主要义理中心。道宣将佛陀一代教法判为「化、制二教」，以定慧法门为化教，戒学为制教，提升了律藏的地位。此外，他还在终南山创设戒坛，制订佛教受戒仪式，正式形成宗派。因道宣住终南山，始有南山律宗或南山宗之称。道宣的弟子秀周继嗣法统，成为南山律宗二祖，其后法脉不绝。
与此同时弘扬《四分律》的有相州（今河北临漳境内）日光寺法砺和长安西太原寺东塔怀素。法砺和慧休合撰《四分律疏》、《羯磨疏》等，创相部宗。怀素曾入法砺、玄奘门下，撰《四分律开宗记》，校对法砺《四分律疏》的错误而为新疏，后又撰《新疏拾遗钞》、《四分僧尼羯磨文》等，开创东塔宗。南山宗、相部宗和东塔宗后被称为律宗三家。唐朝末年，经会昌法难及五代战乱后，佛教衰颓不振，律宗亦渐式微。

### 会正与资持宗
宋朝，允堪、元照律师大弘律宗，唯因释律有异，形成「会正」与「资持」二宗，「资持」影响尤广。宋代以后，几经战乱，律宗典籍逐渐散佚，至元、明两代，乏人传承。

### 明清复兴
明末清初，复有莲池、蕅益、弘赞、元贤等著作论述；并有南京古心如馨律师登五台山，开坛说戒，再兴南山律宗。古心门下的寂光，于南京宝华山创建南山律宗道场，成为日后的中国戒学中心，此地所結之蓮社則命名為千華。寂光的弟子见月继承宝华山法嗣，此后数传至文海，清世宗时，奉诏入京，住持宝华律宗的分支法源寺，开坛传戒，从此律宗复兴。清代太平天国之乱，宝华山受到严重破坏。
民国初年，弘一法师校正南山三大部（南宋時失傳，清末由徐蔚如居士從日本請回，於天津刻經處重刊）及其它律藏，云游著书，身体力行，弘传南山律宗。一生傾注大量心血著述《四分律比丘戒相表記》，弘揚南山律學，普澤僧俗二眾，使南山律宗在中國得到復興。繼北宋元照律師之後，弘一大師起律宗800年之衰，因此被佛门弟子奉为中兴南山律宗第11代世祖师。

### 传至海外
律宗由道宣三传弟子鉴真于754年（唐天宝十三年）传至日本当时的都城奈良，是为日本律宗之始。鎌倉時代，叡尊以真言宗為宗旨併學律宗，開創真言律宗。

## 经典与判教
律宗以《十诵律》、《四分律》、《摩诃僧祇律》、《五分律》和《摩得勒伽論》（事實上是十誦律一部分的異譯，而非律論）、《毘尼母論》、《善見論》、《薩婆多論》、《明了論》，为基本经典，通称“四律五论”。近現代則有弘一法師《四分律比丘戒相表記》為經典。
南山判教理論提出化制二教、南山三觀。

## 参看
- 佛教戒律
- 慧光
- 道宣
- 弘一大師